# 高雄高工站

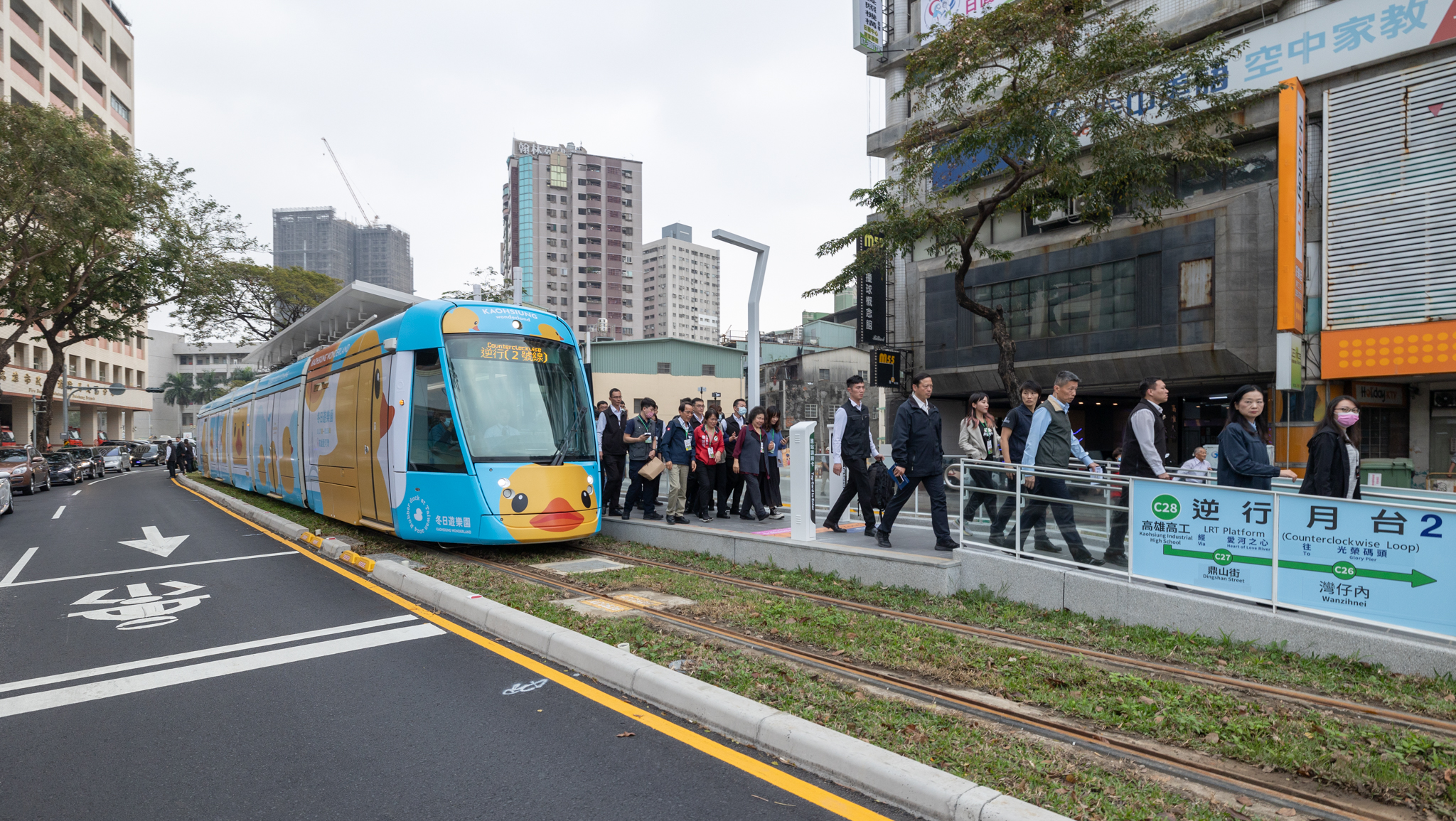
輕軌列車停靠高雄高工站逆行月台（東南側），左後方為高雄市政府消防局大昌分隊大樓

高雄高工站位於台灣高雄市三民區，為高雄捷運環狀輕軌及黃線（預定）的捷運車站。車站編號為C28／Y8。

## 歷史
高雄市政府捷運工程局舉行C15-C37車站徵名活動，票選結果站名為「高雄高工站」。
2024年1月1日，隨著環狀輕軌第二階段「C24愛河之心–C32凱旋公園」通車啟用。因應高雄輕軌成圓，於2024年1月1日至2月25日前進行全線通車試營運，以作為後續正式營運後參考。

## 車站概要
C28站區位於大順二路、建工路口的南北側，定位為轉乘站。車站構造為中央側式月台兩座，分別位於大順二路跨越建工路口的兩側。

### 月台配置
現行營運模式：
| 地面 | ↑往高雄捷運 黃線車站            | ↑往高雄捷運 黃線車站 | ↑往高雄捷運 黃線車站           |
| 地面 |                                 | 建工路路口           | ← 環狀輕軌逆行方向（灣仔內站） |
| 地面 | 側式月台（西北側），左側開門    | 建工路路口           | 側式月台（東南側），左側開門   |
| 地面 | 環狀輕軌順行方向（樹德家商站）→ | 建工路路口           |                                |
| 地面 | 出入口                          |                      |                                |

## 外部連結
- 高雄高工站（高雄捷運公司） （页面存档备份，存于）